# Central Abaco District
Central Abaco District är ett distrikt i Bahamas. Det ligger i den norra delen av landet på ön Abaco, 150 km norr om huvudstaden Nassau.
Följande samhällen finns i Central Abaco District:
- Marsh Harbour